# Phytomia incisa
Phytomia incisa là một loài ruồi trong họ Ruồi giả ong (Syrphidae). Loài này được Wiedemann mô tả khoa học đầu tiên năm 1830. Phytomia incisa phân bố ở vùng Châu Phi